# チェプツァ川
チェプツァ川（チェプツァがわ、ロシア語: Чепца、ウドムルト語: Чупчи）は、ロシアのウドムルト共和国北部とキーロフ州東部を流れる河川。グラゾフを通過したのち、キーロフの東のキーロヴォ＝チェペツクでヴャトカ川に合流する。全長501キロメートル、流域面積は2万400平方キロメートルである。